# Jan-Derek Sørensen
Jan-Derek Sørensen (Oslo, 28 dicembre 1971) è un allenatore di calcio ed ex calciatore norvegese, di ruolo centrocampista.

## Carriera

### Giocatore

#### Club
Ha esordito nel calcio professionistico con la maglia del Lyn Oslo. Nel 1994, è stato ingaggiato dal Bodø/Glimt e nell'anno seguente ha ottenuto un terzo posto finale in campionato. La tappa successiva della sua carriera lo ha portato a Trondheim, per giocare nel Rosenborg, dove si è messo alla prova anche in Champions League. È stato ingaggiato da Trond Sollied come sostituto di Harald Martin Brattbakk, trasferitosi al Celtic. Ha scelto poi di rinnovare l'accordo con il Rosenborg, per tentare un'esperienza all'estero: ha però firmato per due squadre contemporaneamente, a maggio con il Borussia Dortmund e a giugno con il Monaco 1860, contravvenendo così alle norme della FIFA. Il tutto si è concluso con delle multe sia per Sørensen che per il Borussia. Comunque, è diventato un calciatore del Dortmund, squadra a cui ironicamente aveva segnato due reti l'anno precedente, in Champions League con la maglia del Rosenborg. Nell'unica stagione intera in Germania, ha ottenuto la vittoria finale del campionato ed ha partecipato alla cavalcata dei tedeschi in Coppa UEFA, coincisa però con una sconfitta in finale. Nel 2003, è tornato al Lyn Oslo, per diventarne il capocannoniere della stagione successiva con nove reti. Il 21 novembre 2005, ha firmato un contratto con i rivali cittadini del Vålerenga, provocando le ire dei suoi ex-tifosi. È tornato poi a parametro zero al Bodø/Glimt il 21 dicembre 2007.
Ha annunciato il suo ritiro per la conclusione del campionato 2009: ha dichiarato di non riuscire più a sostenere i ritmi della massima divisione norvegese e perché vuole trascorrere più tempo con la sua famiglia.
Dopo qualche mese, però, è tornato a giocare a calcio nel Bærumsløkka, squadra di divisione inferiore norvegese, assieme a Axel Kolle e Glenn Hartmann.

#### Nazionale
Sørensen ha debuttato per la Norvegia nel 1999 contro la Slovenia, gara che ha garantito alla selezione scandinava di disputare il campionato d'Europa 2000. Sfortunatamente, però, ha saltato la manifestazione a causa di un infortunio. In totale, ha collezionato ventuno apparizioni in Nazionale, senza mai andare a segno.

### Allenatore
Dal 2010 al 2012, ha ricoperto il ruolo di allenatore al Bærumsløkka. Nel 2013 è stato alla guida del Vestre Aker, mentre nel 2014 è stato scelto come tecnico del Ready. Il 12 novembre 2018 è stato scelto per allenare il Bærum, a partire dalla stagione successiva.

## Statistiche

### Cronologia presenze e reti in nazionale
| Cronologia completa delle presenze e delle reti in nazionale ― Norvegia | Cronologia completa delle presenze e delle reti in nazionale ― Norvegia | Cronologia completa delle presenze e delle reti in nazionale ― Norvegia | Cronologia completa delle presenze e delle reti in nazionale ― Norvegia | Cronologia completa delle presenze e delle reti in nazionale ― Norvegia | Cronologia completa delle presenze e delle reti in nazionale ― Norvegia | Cronologia completa delle presenze e delle reti in nazionale ― Norvegia | Cronologia completa delle presenze e delle reti in nazionale ― Norvegia |
| Data                                                                    | Città                                                                   | In casa                                                                 | Risultato                                                               | Ospiti                                                                  | Competizione                                                            | Reti                                                                    | Note                                                                    |
| ----------------------------------------------------------------------- | ----------------------------------------------------------------------- | ----------------------------------------------------------------------- | ----------------------------------------------------------------------- | ----------------------------------------------------------------------- | ----------------------------------------------------------------------- | ----------------------------------------------------------------------- | ----------------------------------------------------------------------- |
| 8-9-1999                                                                | Oslo                                                                    | Norvegia                                                                | 4 – 0                                                                   | Slovenia                                                                | Qual. Euro 2000                                                         | -                                                                       | 77’                                                                     |
| 14-11-1999                                                              | Oslo                                                                    | Norvegia                                                                | 0 – 1                                                                   | Germania                                                                | Amichevole                                                              | -                                                                       | 74’                                                                     |
| 31-1-2000                                                               | La Manga                                                                | Islanda                                                                 | 0 – 0                                                                   | Norvegia                                                                | Nordic Cup 2000                                                         | -                                                                       |                                                                         |
| 2-2-2000                                                                | La Manga                                                                | Danimarca                                                               | 2 – 4                                                                   | Norvegia                                                                | Nordic Cup 2000                                                         | -                                                                       | 44’                                                                     |
| 29-3-2000                                                               | Lugano                                                                  | Svizzera                                                                | 2 – 2                                                                   | Norvegia                                                                | Amichevole                                                              | -                                                                       | 86’                                                                     |
| 26-4-2000                                                               | Oslo                                                                    | Norvegia                                                                | 0 – 2                                                                   | Belgio                                                                  | Amichevole                                                              | -                                                                       | 61’                                                                     |
| 15-8-2001                                                               | Oslo                                                                    | Norvegia                                                                | 1 – 1                                                                   | Turchia                                                                 | Amichevole                                                              | -                                                                       | 40’ 77’                                                                 |
| 1-9-2001                                                                | Chorzów                                                                 | Polonia                                                                 | 3 – 0                                                                   | Norvegia                                                                | Qual. Mondiali 2002                                                     | -                                                                       |                                                                         |
| 5-9-2001                                                                | Oslo                                                                    | Norvegia                                                                | 3 – 2                                                                   | Galles                                                                  | Qual. Mondiali 2002                                                     | -                                                                       | 46’                                                                     |
| 6-10-2001                                                               | Erevan                                                                  | Armenia                                                                 | 1 – 4                                                                   | Norvegia                                                                | Qual. Mondiali 2002                                                     | -                                                                       | 40’ 82’                                                                 |
| 13-2-2002                                                               | Bruxelles                                                               | Belgio                                                                  | 1 – 0                                                                   | Norvegia                                                                | Amichevole                                                              | -                                                                       | 73’                                                                     |
| 27-3-2002                                                               | Tunisi                                                                  | Tunisia                                                                 | 0 – 0                                                                   | Norvegia                                                                | Amichevole                                                              | -                                                                       |                                                                         |
| 17-4-2002                                                               | Oslo                                                                    | Norvegia                                                                | 0 – 0                                                                   | Svezia                                                                  | Amichevole                                                              | -                                                                       | 67’                                                                     |
| 14-5-2002                                                               | Oslo                                                                    | Norvegia                                                                | 3 – 0                                                                   | Giappone                                                                | Amichevole                                                              | -                                                                       | 46’                                                                     |
| 22-1-2004                                                               | Hong Kong                                                               | Svezia                                                                  | 0 – 3                                                                   | Norvegia                                                                | Carlsberg Cup 2004                                                      | -                                                                       |                                                                         |
| 25-1-2004                                                               | Hong Kong                                                               | Honduras                                                                | 1 – 3                                                                   | Norvegia                                                                | Carlsberg Cup 2004                                                      | -                                                                       | 81’                                                                     |
| 28-1-2004                                                               | Singapore                                                               | Singapore                                                               | 2 – 5                                                                   | Norvegia                                                                | Tiger Beer International Challenge Trophy                               | -                                                                       | 46’                                                                     |
| 18-8-2004                                                               | Oslo                                                                    | Norvegia                                                                | 2 – 2                                                                   | Belgio                                                                  | Amichevole                                                              | -                                                                       | 85’                                                                     |
| 4-9-2004                                                                | Palermo                                                                 | Italia                                                                  | 2 – 1                                                                   | Norvegia                                                                | Qual. Mondiali 2006                                                     | -                                                                       | 73’ 87’                                                                 |
| 8-9-2004                                                                | Oslo                                                                    | Norvegia                                                                | 1 – 1                                                                   | Bielorussia                                                             | Qual. Mondiali 2006                                                     | -                                                                       | 46’                                                                     |
| 9-10-2004                                                               | Glasgow                                                                 | Scozia                                                                  | 0 – 1                                                                   | Norvegia                                                                | Qual. Mondiali 2006                                                     | -                                                                       | 67’ 74’                                                                 |
| Totale                                                                  |                                                                         | Presenze                                                                | 21                                                                      |                                                                         | Reti                                                                    | 0                                                                       |                                                                         |

## Palmarès

### Giocatore

#### Club

##### Competizioni nazionali
- Campionato norvegese: 3

Rosenborg: 1998, 1999, 2000
- Campionato tedesco: 1

Borussia Dortmund: 2001-2002